# Baron Montfort
Baron Montfort war ein britischer erblicher Adelstitel, der je einmal in der Peerage of England und der Peerage of Great Britain verliehen wurde.

## Verleihungen
Der Titel wurde erstmals am 23. Juni 1295 als Barony by writ in der Peerage of England für John de Montfort, Enkel des Peter de Montfort, geschaffen, indem dieser durch Writ of Summons ins Parlament berufen wurde. Beim Tod seines jüngeren Sohnes, des 3. Barons, erlosch der Titel bzw. fiel in Abeyance zwischen dessen beiden Schwestern.
Am 9. Mai 1741 wurde durch Letters Patent in der Peerage of Great Britain der Titel Baron Montfort, of Horseheath in the County of Cambridge, für den Unterhausabgeordneten Henry Bromley neu geschaffen. Der Titel erlosch beim Tod seines Enkels, des 3. Barons, am 30. April 1851.

## Liste der Barone Montfort

### Barone Montfort, erste Verleihung (1295)
- John de Montfort, 1. Baron Montfort (um 1263–1296)
- John de Montfort, 2. Baron Montfort (1291–1314)
- Peter de Montfort, 3. Baron Montfort († 1367)

### Barone Montfort, zweite Verleihung (1741)
- Henry Bromley, 1. Baron Montfort (1705–1755)
- Thomas Bromley, 2. Baron Montfort (1733–1799)
- Henry Bromley, 3. Baron Montfort (1773–1851)